# X-Factor (cómic de 2020)
X-Factor es un cómic de superhéroes estadounidense escrito por Leah Williams y publicado por Marvel Comics. El título se lanzó en julio de 2020 como parte de Dawn of X, un relanzamiento de los títulos relacionados con los X-Men de Marvel.
La serie se centra en el equipo titular de X-Factor, liderado por Northstar y formado por Polaris, Rachel Summers, Prodigio, Daken y Eye-Boy, mientras investigan las desapariciones de mutantes y confirman si están muertos o no para así poder ser resucitados.
X-Factor recibió críticas positivas de los críticos, sin embargo, la serie fue cancelada después de alcanzar los 10 números.

## Argumento
Al sentir la muerte de su hermana gemela, Northstar vuela a la isla mutante de Krakoa y exige que la resuciten. Al carecer de pruebas de muerte y no querer un duplicado de un mutante que exista junto al original, los Cinco le piden a Northstar que pruebe la muerte de Aurora. Para hacer esto, Northstar forma un nuevo equipo de X-Factor junto con la ayuda de Polaris, con la ayuda también de Rachel Summers, Daken, David Alleyne y Eye-Boy. Al encontrar el cuerpo de Aurora y la prueba de su muerte, aunque en circunstancias misteriosas, los Cinco la resucita. Después de su resurgimiento, X-Factor y los Cinco acuerdan trabajar juntos, ya que este último está sobrecargado de solicitudes para resucitar mutantes. X-Factor acepta ayudar a investigar los informes de mutantes desaparecidos y Northstar es elegido para liderar el equipo.

## Publicación y desarrollo
X-Factor fue anunciado por primera vez por Marvel en enero de 2020, con guion de Leah Williams y comenzó a publicarse en abril. Se anunció que el elenco principal inicial estaba formado por Jean-Paul Beaubier/Northstar, Lorna Dane/Polaris, Rachel Summers/Prestige, Akihiro/Daken, David Alleyne/Prodigio y Trevor Hawkins/Eye-Boy. En febrero, se reveló que la hermana gemela de Northstar, Jeanne-Marie/Aurora, también se uniría al equipo. En marzo, Marvel lanzó un avance para promocionar el título.
Williams informó a Bleeding Cool que la serie X-Factor fue cancelada cuando su propuesta de arco argumental centrado en Magneto y la Bruja Escarlata para X-Factor "se convirtió en una propuesta tan popular en Marvel", sin embargo, Marvel no creía que los números de lectores de X-Factor fueran "lo suficientemente grande para esta historia", lo que llevó al desarrollo de la serie limitada El juicio de Magneto. Marvel "canceló X-Factor #10 en lugar de verlo ejecutarse según lo planeado, y la prueba comenzó en X-Factor #15. Williams dice que solo se enteró de la cancelación de X-Factor cuando estaba escribiendo el #9, así que ya que tuvo que terminar la serie rápidamente, comprimiendo seis números de historia en esos dos últimos números, calificándolos de 'estrechos y apresurados'". Williams también declaró que "tuvo que cambiar su carta de despedida al final de X-Factor #10 tres veces, porque estaba revelando demasiado de lo que habían sido los planes anteriores y Marvel no quería hacer que la cancelación pareciera la decisión de último momento que claramente era, sino fingir que estuvo planeada desde el principio".

### Personajes
En el cómic, el equipo de X-Factor informa a los Cinco; un grupo de cinco mutantes que combinan sus poderes para resucitar a los mutantes fallecidos. Según Williams, el cómic fue inicialmente "presentado como un libro de misterio sobre personas desaparecidas", pero decidió poner más énfasis en los Cinco y el proceso de resurrección después de notar el interés de los fanáticos en el tema. Trabajó con el guionista de X-Men Jonathan Hickman y el editor Jordan D. White para establecer el elenco de la serie.
Se eligió a Northstar porque Williams se había apegado al personaje mientras escribía la miniserie Age of X-Man: X-Tremists. Además, el matrimonio de Northstar con su esposo humano Kyle le permitiría representar una relación mutante-humana. La decisión de incluir a Polaris en el elenco fue difícil para Williams, ya que no estaba familiarizada con el personaje. Sin embargo, la incluyó en el equipo debido a su historial como miembro de X-Factor y por tener "un trabajo de personaje que necesita desesperadamente hacerse".
Los miembros restantes del equipo fueron elegidos en función de sus habilidades y capacidades de investigación. Rachel debido a su telepatía y su "increíble tradición y potencial sin explotar", habiendo elegido a Prodigio por razones similares. Eye-Boy fue elegido por su visión de rayos X y por actuar como el miembro más joven del equipo, mientras que la inclusión de Daken se debió a que Williams sintió que el equipo necesitaba un "jodido ejecutor".
Williams declaró que inicialmente se suponía que Aurora solo ayudaría al equipo desde su sede ya que, de manera similar a Polaris, veía al personaje como alguien que requería trabajo independiente "sin que Northstar la eclipsara".

## Recepción
En el sitio web del agregador de reseñas Comic Book Roundup, la serie recibió una puntuación promedio de 8,1 sobre 10 basada en 58 reseñas. Incluso antes del comienzo de su publicación, Scoot Allan de Comic Book Resources enumeró al roster de personajes como su séptima agrupación favorita de X-Factor, afirmando que el uso de personajes establecidos y la inclusión de exmiembros "tiene el potencial de ser un roster emocionante y poderoso".
La serie recibió una nominación a Mejor Cómic en la 32.ª edición de los GLAAD Media Awards en 2021.
Ryan Sonneville, revisando Reign of X vol. 14 para AIPT Comics, llamando a X-Factor #10, el número final de X-Factor, un "lío confuso". Sonneville destacó que El juicio de Magneto fue pensado originalmente como un arco argumental después de X-Factor #15; sin embargo, la cancelación repentina de X-Factor "significaba que cada elemento suelto de la trama que surgía tenía que llegar a una conclusión abrupta. El misterio del asesinato de Prodigio es "revelado", pero aparece como un arco que se saltó grandes partes de su acción ascendente. El hecho de que también esté relacionado con el crossover más grande de la Gala Fuego Infernal y servir como desarrollo para El Juicio de Magneto no no ayuda; leyéndose como un lío de incongruencias editoriales. El trabajo a lápiz está cubierto por tres artistas separados, lo que no ayuda a su dirección o tono narrativo, a pesar de que cada contribución individual es competente. Es una pena que este libro, con una identidad y estilo tan distintos, llegó tan rápidamente a una conclusión insatisfactoria".